# Nicolás Gómez Dávila
Nicolás Gómez Dávila (Bogotà, 18 maggio 1913 – Bogotà, 17 maggio 1994) è stato uno scrittore, filosofo e aforista colombiano.
Scrittore e aforista, Dávila è considerato uno dei maggiori letterati sudamericani del XX secolo ed uno dei più fermi critici della modernità.
Portatore di un pensiero reazionario, tradizionale, conservatore e controrivoluzionario sul piano sociopolitico, egli era anticomunista e anticapitalista ma non fascista (in un periodo, pur dicendosi apolitico e antipolitico, appoggerà perfino il Partito Liberale Colombiano di ispirazione socialdemocratica contro la dittatura militare di Pinilla). Sua è l'originale e pessimista definizione secondo cui, a livello del mondo nell'età contemporanea «il reazionario è colui che si trova ad essere contro tutto quando non esiste più nulla che meriti di essere conservato».
La sua opera, costituita per la maggior parte da aforismi, denominati da lui escolios (scolii o glosse, cioè "note a margine"), fu riconosciuta a livello internazionale solo pochi anni prima della morte, in seguito alla pubblicazione in tedesco di alcune sue opere. La sua maggiore raccolta di massime è intitolata appunto Escolios a un texto implícito (In margine a un testo implicito).
Cattolico tradizionalista ma anche ammiratore del paganesimo classico (che riteneva essere l'altro "Antico Testamento" della Chiesa, quello non ebraico) oltre che della Bibbia, fu soprannominato - per somiglianza con alcune tematiche della rivoluzione conservatrice tedesca e la tendenza all'aforisma - il "Nietzsche di Bogotà" e il "Nietzsche cristiano", appellativi da lui graditi nonostante l'ateismo e l'anticristianesimo del pensatore di Röcken, in quanto Gómez Dávila apprezzava sia lo stile che l'onestà intellettuale del filosofo tedesco.

## Biografia
Nicolás Gómez Dávila nacque nel 1913 in una famiglia dell'élite colombiana e trascorse la giovinezza a Parigi. Ancora fanciullo, una grave polmonite lo costrinse a casa, dove studiò sotto la guida di insegnanti privati. In questo periodo nacque una grande passione per le lettere classiche.
All'età di 23 anni fece ritorno in Colombia, paese che non avrebbe più lasciato (fatta eccezione di un soggiorno di sei mesi nel 1948 a Parigi in compagnia della moglie), dedicandosi in seguito a una vita privata. Non frequentò mai l'università, ma dedicò la maggior parte del suo tempo allo studio e alla lettura, raccogliendo nella propria biblioteca di quarantamila volumi e chiudendosi in essa fino a notte fonda.
Nel 1954, il fratello curò la pubblicazione della prima opera dal titolo Notas I, una raccolta di note e aforismi, in cento esemplari destinati alla stretta cerchia di amici e conoscenti. A questo primo volume non fece mai seguito un secondo. Venne invece pubblicata, nel
1959 una raccolta di saggi brevi dal titolo Textos I (di cui, nuovamente, non venne mai pubblicato un secondo volume). Qui Gómez Dávila sviluppò i concetti fondamentali della sua antropologia filosofica e della sua filosofia della storia, attraverso un linguaggio ricercato e ricco di metafore, manifestando, per la prima volta, l'intenzione di creare un "mosaico" reazionario, in opposizione all'idea di "sistema filosofico", a suo dire non in grado di rendere conto della realtà.
Nel 1958 gli venne offerto il posto di primo consigliere del presidente colombiano, ma rifiutò l'incarico, così come rinunciò, nel 1974 alla nomina di ambasciatore a Londra. Pur manifestando il proprio sostegno agli sforzi di Alberto Lleras Camargo per abbattere la dittatura di Gustavo Rojas Pinilla, si tenne sempre lontano dalla politica attiva, in coerenza con le posizioni sostenute nei suoi scritti.
Tra il 1977 e il 1992 vennero pubblicati cinque volumi dal titolo Escolios a un texto implícito (Glosse ad un testo implicito), poderosa raccolta di aforismi o scolî, che costituisce la sua opera più significativa, ma che l'autore stesso non cercò mai di pubblicizzare attivamente. Solo verso la fine degli anni '80 e particolarmente in seguito alla pubblicazione di una antologia in tedesco di Escolios, le sue idee iniziarono a trovare riscontro in circoli austriaci e tedeschi. A partire dal 1987 le sue opere cominciarono a essere tradotte in tedesco, mentre la prima traduzione italiana di rilievo è del 2001: le traduzioni italiane più diffuse sono proprio quelle "antologiche" realizzate dalla casa editrice Adelphi di Roberto Calasso a partire da quell'anno, con nota di Franco Volpi. Dopo la morte di quest'ultimo, a proseguire gli studi sul pensiero di Gómez Dávila in un senso prettamente filosofico e non ideologico sono stati soprattutto il suo allievo Gabriele Zuppa e Antonio Lombardi. Loro è infatti la prima monografia sistematica sul pensiero del filosofo colombiano, dal titolo Nicolás Gómez Dávila e la modernità (2015). Zuppa, inoltre, ha organizzato il primo convegno internazionale dedicato a Gómez Dávila, tenutosi a Trento nel 2013 (anno del centenario dalla nascita).
Nicolás Gómez Dávila morì a Bogotà di cardiopatia, praticamente ottantunenne.

## Opera e pensiero
(Nicolás Gómez Dávila, In margine a un testo implicito, 1977/92)

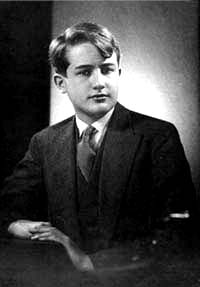
Nicolás Gómez Dávila a 17 anni, 1930

Benché fortemente critico della pratica politica, di sinistra così come anche della destra ("riformare la società per mezzo di leggi è il sogno del cittadino incauto e il preambolo discreto di ogni tirannia" scrive), Gómez Dávila sostiene principi politici che definisce da "reazionario autentico". Il suo stile di scrittura formale di tipo aforistico risente moltissimo di quelli di Eraclito e Friedrich Nietzsche. La sua antropologia, che si rifà a uno studio dell'opera di Tucidide, Joseph de Maistre, François-René de Chateaubriand, Edmund Burke, Agostino d'Ippona, Michel de Montaigne, Cicerone e Jacob Burckhardt, sottolinea la realtà e la necessità di una struttura gerarchica della società e critica enfaticamente il concetto di sovranità del popolo, visto come un'illegittima divinizzazione dell'uomo e un sostanziale rifiuto della superiorità di Dio, che non va confuso con il Dio personale delle religioni rivelate (sebbene Gómez Dávila vi faccia costante riferimento), ma con l'assoluta oggettività dei valori e quindi del Bene platonico. Con una posizione che lo avvicina in parte a Juan Donoso Cortés, Gómez Dávila fa notare che gli errori filosofico-politici derivano, in ultima analisi, da errori teologici. Le ideologie moderne quali il liberalismo (astrattamente inteso, ché in realtà il pensatore colombiano mostra nelle sue opere di stimare profondamente pensatori liberali come Tocqueville e John Stuart Mill), la democrazia (nella sua deriva demagogica) e il socialismo marxista (per Marx mostra però a volte un minimo di rispetto intellettuale) sono i principali soggetti della sua critica. 
(da Escolios a un texto implícito)
Il suo è un pensiero aristocratico: egli propugna un sistema in cui gli aristoi, cioè i migliori per capacità ed attività, guidino la società, contro la "tirannia della maggioranza":
(da Notas)
Egli sostiene un sistema aristocratico non di sangue ma di merito perché, specifica Gómez Dávila analogamente a Evola e Borges, "il vero aristocratico è chiunque abbia una vita interiore, a prescindere dalle sue origini, dalla sua classe, dalla sua fortuna". Un sistema inoltre che non è contro il popolo ma è sensibile verso di esso.

I suoi aforismi, solitamente pessimisti ma non nichilisti, toccano una grande varietà di temi filosofici e teologici ma anche questioni di letteratura, arte ed estetica, filosofia della storia e storiografia, e costituiscono un metodo letterario che dà grande attenzione allo stile e al tono. Creando la maschera letteraria del «reazionario», colui che non segue la necessità, Gómez Dávila intende porsi (come Yukio Mishima) al di là delle opposizioni politiche tradizionali della destra e della sinistra, apolitico, e vede il proprio lavoro come sostegno alla "verità che non morirà mai" e contro lo storicismo quando è declinato come "ragione progressista" o come mera nostalgia conservatrice. 
(da Il vero reazionario)

## Opere

### Edizioni originali
- Notas I, Mexico: 1954 (edizione non commerciale); Bogotá: Villegas Editores, 2003.
- Textos I, Bogotá: Editorial Voluntad, 1959; Bogotá: Villegas Editores, 2002.
- Escolios a un texto implícito, 2 volumi, Bogotá: Istituto Colombiano de Cultura, 1977.
- Nuevos escolios a un texto implícito, 2 volumi, Bogotá: Procultura, Presidencia de la República, Nueva Biblioteca Colombiana de Cultura, 1986.
- De iure, «Revista del Colegio Mayor de Nuestra Senora del Rosario» 81. Jg., Nr. 542 (aprile-giugno 1988), p. 67-85.
- Sucesivos escolios a un texto implícito, Santafé de Bogotá: Istituto Caro y Cuervo, 1992; Barcelona: 2002.
- El reaccionario auténtico, «Revista de la Universidad de Antioquia», Nr. 240 (aprile-giugno 1995), p. 16-19.
- Escolios a un texto implícito. Selección, Bogotá: Villegas Editores, 2001. Antologia.
- Escolios a un texto implícito. Obra completa, 5 voll. Bogotá: Villegas Editores, 2005.

### Traduzioni italiane
- Nicolás Gómez Dávila, Il vero reazionario, «Cristianità», XXVII, No. 287-288, marzo-aprile 1999, pp. 18–20.
- Nicolás Gómez Dávila, In margine a un testo implicito, traduzione di Lucio Sessa, epilogo di Franco Volpi, Milano: Adelphi, 2001. Selezione da Escolios a un texto implícito del 1977.
- Nicolás Gómez Dávila, Tra poche parole, traduzione di Lucio Sessa, a cura di Franco Volpi, Milano: Adelphi, 2007. Sempre selezione da Escolios a un texto implícito del 1977.
- Nicolás Gómez Dávila, Pensieri antimoderni, a cura di Anna K. Valerio, Padova-Salerno: Edizioni di Ar, 2008. Selezione dagli Escolios a un texto implícito 2005.
- Nicolás Gómez Dávila, Alle origini del mondo, a cura e con un saggio di Antonio Lombardi, postfazione di Gabriele Zuppa, Limina Mentis, Villasanta (MB) 2013, Traduzione del V dei Textos I (1959).
- Nicolás Gómez Dávila, Notas, traduzione e note di Loris Pasinato, saggio introduttivo di Gabriele Zuppa, postfazione di Antonio Lombardi, postilla di Alfredo Abad T., Circolo Proudhon Edizioni, Roma 2016.
- Nicolás Gómez Dávila, Escolios a un texto implícito I, traduzione e note di Loris Pasinato, prefazione di Gennaro Malgieri, saggio introduttivo di Gabriele Zuppa, postfazione di Antonio Lombardi, GOG Edizioni, Roma 2017.
- Nicolás Gómez Dávila, Escolios a un texto implícito II, traduzione e note di Loris Pasinato, prefazione di Alfredo Abad, postfazione di Loris Pasinato, GOG Edizioni, Roma 2018.
- Nicolás Gómez Dávila, Apocalisse democratica, a cura e con un saggio di Gabriele Zuppa, AM Edizioni, Vigonza (PD) 2018. Prima traduzione italiana del VI dei Textos I e del De iure.
- Nicolás Gómez Dávila, Notas, traduzione e note di Loris Pasinato, prefazione di Franco Volpi, nota introduttiva di Loris Pasinato, GOG Edizioni, Roma 2019.
- Nicolás Gómez Dávila, Escolios a un texto implícito, voll. I e II, a cura di Loris Pasinato, collana GOG Classici, Roma, GOG, 2021, ISBN 9788885788367.
- Nicolás Gómez Dávila, Escolios a un texto implícito. Nuevos e Sucesivos, a cura di Loris Pasinato, collana GOG Classici, Roma, GOG, 2021, ISBN 9788885788565.
- Nicolás Gómez Dávila, Textos, a cura di Loris Pasinato, collana GOG Classici, Roma, GOG, 2022.
- Nicolás Gómez Dávila, Notas, a cura di Loris Pasinato, collana GOG Classici, Roma, GOG, 2023.